# (No More) Fear of Flying
(No More) Fear of Flying is een nummer van de Britse muzikant Gary Brooker uit 1979. Het is de derde en laatste single van zijn gelijknamige eerste soloalbum.
"(No More) Fear of Flying" werd enkel een hit in Nederland. Wat hielp was dat het in de week van 18 juni 1979 de Steunplaat was in het programma De Avondspits van Frits Spits. Het nummer bereikte een bescheiden 21e positie in de Nederlandse Top 40.

## NPO Radio 2 Top 2000
| Nummer met noteringen in de NPO Radio 2 Top 2000 | '99  | '00 | '01  | '02  |
| ------------------------------------------------ | ---- | --- | ---- | ---- |
| (No More) Fear of Flying                         | 1625 | -   | 1520 | 1101 |

1. ↑  Een '-' betekent dat het nummer niet was genoteerd en een vetgedrukt getal geeft de hoogste notering aan.
2. ↑  Deze tabel is bijgewerkt tot en met de laatste editie (2024).